# Fartpilot
En fartpilot eller cruise control er et system, der automatisk kontrollerer et køretøjs hastighed. Systemet overtager populært sagt speederen fra chaufføren og holder den fart, som denne har angivet.
Der findes forskellige måder at aktivere fartpiloten på. Nogle løsninger har automatisk fartpilot aktivt, mens andre har en kontakt til at aktivere systemet med. Der findes forskellige funktioner tilknyttet fartpiloten i form af "start", "accelerér", "løb frit" og "genoptag". Som regel vil tryk på bremse- eller koblingspedal afbryde fartpiloten, hvorpå chaufføren har fuld kontrol over speeder. Oftest kræver brugen af fartpilot, at man kører med en vis hastighed, da systemet primært bør anvendes på landevejsstrækninger, hvor man kan køre lange strækninger med en fast fart. Ved anvendelse frigør systemet chaufføren fra at træde på speederen og især at holde en konstant fart. Uden fartpilot risikerer man at køre ujævnt, og brændstoføkonomien er derfor ikke så god.
Den første bil med fartpilot var Chrysler Imperial fra 1958.